# Tylaster willei
Tylaster willei är en sjöstjärneart som beskrevs av Daniel Cornelius Danielssen och Johan Koren 1881. Tylaster willei ingår i släktet Tylaster och familjen kuddsjöstjärnor. Inga underarter finns listade i Catalogue of Life.